# Marie Salomé Spehner-Bénézit
Marie Salomé Spehner-Bénézit, née le 3 novembre 1870 à Dachsen et morte le 3 septembre 1950 à Hyères, est une peintre et pastelliste française.

## Biographie
Marie Salomé Spehner-Bénézit est l'épouse du peintre Emmanuel-Charles Bénézit (1887-1975), qui était son professeur de dessin. Elle a étudié les pastellistes français du XVIIIe siècle durant de nombreuses années, en particulier Maurice Quentin de La Tour et Jean-Baptiste Perronneau, ainsi que les pastels d'Edgar Degas.